# یواس‌اس بوت (ای‌ئی-۲۷)
یواس‌اس بوت (ای‌ئی-۲۷) (به انگلیسی: USS Butte (AE-27)) یک کشتی بود که طول آن ۵۶۴ فوت (۱۷۲ متر) بود. این کشتی در سال ۱۹۶۷ ساخته شد.